# Wiktor Kwoka
Wiktor Kwoka pseud. Kokot (ur. 5 kwietnia 1903 w Szopienicach, zm. 22 marca 1962 w Katowicach) – polski działacz komunistyczny.

## Życiorys
Skończył szkołę podstawową i praktykował w zakładzie blacharskim w Szopienicach, a od 1921 w Zabrzu. Od 1923 majster blacharski w Szopienicach, gdzie działał w klubie esperantystów i w 1928 wstąpił do KPP. 1932–1936 technik Komitetu Dzielnicowego (KD) KPP. Od 1930 działacz TUR i Stowarzyszeniu Wolnomyślicieli, a od 1936 w Związku Zawodowym Robotników Przemysłu Metalowego w Polsce. W lutym lub marcu 1940 był współzałożycielem konspiracyjnej grupy komunistycznej o nazwie "Przyjaciele Związku Radzieckiego". W centrum Szopienic i na terenie Małej Dąbrówki utworzył łącznie 12 komórek tej organizacji. Uprawiał sabotaż w Zakładach Cynkowych w Szopienicach, w których pracował. Jesienią 1941 w budowanym obozie jenieckim w Janowie wykonywał prace blacharskie i jednocześnie dostarczał żywność osadzonym w tym obozie jeńcom radzieckim i pomagał im w ucieczkach, tak samo jak w obozie jenieckim w Bytomiu. W 1943 przystąpił do PPR wraz z grupą "Przyjaciele Związku Radzieckiego". Zorganizował i został sekretarzem KD PPR w Szopienicach. 30 października 1944 podczas masowej akcji gestapo przeciw działaczom PPR na Górnym Śląsku został aresztowany i uwięziony w Katowicach, potem w Mysłowicach, po czym został wywieziony do obozu koncentracyjnego Mauthausen-Gusen, gdzie pracował przy produkcji samolotów. 5 maja 1945 został wyzwolony przez wojska amerykańskie i w lipcu 1945 wrócił do Szopienic. Działał w Komitecie Miejskim PPR i w PZPR. Był wiceprzewodniczącym Miejskiej Rady Narodowej w Szopienicach (do 1950). Odznaczony m.in. Krzyżem Komandorskim Orderu Odrodzenia Polski.